# Tobias Grotkjær Elmstrøm
Tobias Grotkjær Elmstrøm (født 12. juli 1982 i Horsens) er advokat og folketingspolitiker for Moderaterne. Han er fra 2022 medlem af Folketinget valgt for Moderaterne i Østjyllands Storkreds. Han fik ved valget 4.085 personlige stemmer.
Elmstrøm er uddannet cand.jur. på Aarhus Universitet 2004-2009.
Han har siden 2013 haft sit eget advokatfirma, hvor Elmstrøm er ansvarlig for seks alvorlige sager med tre gange groft tilsidesættelse af god advokatskik. Sagerne drejer sig om tre sager i Advokatnævnet, to i Flygtningenævnet og én sag i Ligebehandlingsnævnet, hvor Elmstrøm ifølge advokatnævnet har brudt ligebehandlingsloven. Sagerne har resulteret i bøder og godtgørelse på 480.000 kroner.
I 2023 appellerede han en domsafgørelse, der havde dømt ham til at betale en erstatning til en tidligere medarbejder fra advokatkontoret på 400.000 kr. for uberettiget fyring.